# I Want Out (EP Hammerfall)
I Want Out – trzeci EP szwedzkiego zespołu muzycznego Hammerfall. Oprócz trzech piosenek zawiera teledysk do utworu Glory to the Brave.

## Spis utworów
1. "I Want Out" (cover Helloween) -  4:36
2. "At the End of the Rainbow" - 4:05
3. "Man on the Silver Mountain" (cover Rainbow) -  5:55
4. "Glory to the Brave" (teledysk) - 7:20

## Twórcy
- Joacim Cans - śpiew
- Oscar Dronjak - gitara, śpiew
- Stefan Elmgren - gitara, śpiew
- Magnus Rosén - gitara basowa
- Patrik Räfling - instrumenty perkusyjne

### Goście
- Utwór I: Kai Hansen - śpiew, gitara, instrumenty klawiszowe; Udo Dirkschneider - śpiew
- Utwór II: William J. Tsamis - gitara prowadząca
- Utwór III: AC - instrumenty perkusyjne, Kai Hansen - śpiew